# Teosebia
Teosebia (en llatí Theosebia, en grec Θεοσεβία) va ser una poeta romana d'Orient que va viure probablement sota l'emperador Teodosi II vers el 420.
Va escriure un epigrama funerari que figura a l'Antologia grega.